# Mecometopus femoralis
Mecometopus femoralis är en skalbaggsart som beskrevs av Fuchs 1963. Mecometopus femoralis ingår i släktet Mecometopus och familjen långhorningar. Inga underarter finns listade i Catalogue of Life.